# Petr Esterka
Petr Esterka (ur. 14 listopada 1935 w Dolních Bojanovicach, zm. 10 sierpnia 2021) – biskup pomocniczy brneński w latach 1999–2013.
15 czerwca 1957 emigrował do Austrii. 9 marca 1963 przyjął święcenia kapłańskie. Pracował wśród emigracji czeskiej w USA i Australii. 5 lipca 1999 został mianowany biskupem pomocniczym diecezji brneńskiej. Święcenia biskupie przyjął 11 września 1999.
9 grudnia 2013 papież Franciszek przyjął jego rezygnację z urzędu biskupa pomocniczego diecezji brneńskiej.